# Баграмян, Мария
Мария Баграмян (англ. Maria Baghramian, арм. Մարիա Բաղրամյան; 21 марта 1954, Тегеран, Иран) — ирландский учёный-философ, профессор философии Университетского колледжа Дублина, доктор философии, член Ирландской королевской академии, член Европейской академии (2022), главный редактор Международного журнала философских исследований (2003—2013).
В 2022 году она получила премию «Исследователь года» Ирландского исследовательского совета. Является основателем и президентом Общества женщин-философов в Ирландии.
Она занимала гостевые должности в Гарварде, Массачусетском технологическом институте, Ереванском университете, Институте Жана Никода, Париже и в различных университетах Китая.
Является избранным членом Руководящего комитета и Программного комитета Международной федерации философских обществ (FISP) и Комитета по интернационализации Американской философской ассоциации.

## Биография
Баграмян получила докторскую степень по философии логики в Тринити-колледже Дублина (TCD) под руководством Тимоти Уильямсона (1990). Она была главой философской школы UCD (2011—2013 гг.) и содиректором программы последипломного образования в области когнитивных наук UCD, соучредителем которой она стала в 2000 году.
Её основными областями исследований являются философия языка, современная американская философия (Патнэм, Дэвидсон, Рорти и Куайн), релятивизм и когнитивная наука; её публикации в первую очередь посвящены теме непреодолимых разногласий в убеждениях и ценностях, а также неопрагматизму. 

### Текущие и предыдущие должности
- 1990 — настоящее время профессор философии Школы философии UCD. В 2011–2013 и 2017–2019 гг. руководитель Школы философии UCD;
- 2000 — настоящее время содиректор программы последипломного образования UCD в области когнитивных наук;
- 2019—2023 руководитель и координатор проекта Horizon 2020 Research and Innovation «Политика, экспертиза и доверие в действии» (PERITIA);
- 2018—2023 член руководящего комитета и программного комитета Международной федерации философских обществ;
- 2018—2019 член рабочей группы по науке и политике SAPEA/Academia Europaea Cardiff Hub;
- 2017—2019 Британская академия / рабочая группа ALLEA «Доверие, правда и экспертиза»;
- 2013—2018 член совета Ирландской королевской академии ;
- 2010—2018 основатель и президент Общества женщин-философов, Ирландия;
- январь—май 2014 года сотрудник Программы Фулбрайта по философии, факультет философии Гарвардского университета;
- 2004—2014 редактор Международного журнала философских исследований;
- 2015 — настоящее время соредактор «Современный прагматизм»[6].

## Достижения
- 2021 г. избран членом Международного института философии;
- Европейская комиссия Horizon 2020, Премия за исследования и инновации;
- Ежегодная премия Марии Баграмян для начинающих философов 2018 года, учрежденная Обществом женщин-философов Ирландии;
- Премия Ирландского исследовательского совета за междисциплинарные исследования 2015 г.;
- Стипендия Фулбрайта 2013 г.;
- 2011 г. избран членом Королевской ирландской академии;
- Премия президента Университетского колледжа Дублина за исследования в 2000 и 2011 годах[6].